# 유인수 (축구 선수)
유인수(兪仁秀, 1994년 12월 28일 ~ )는 대한민국의 축구 선수로 현재 제주 SK에서 왼쪽 풀백, 왼쪽 윙어, 중앙 미드필더으로 활동 중이다.